# Jiří Just (novinář)
Jiří Just (* 1983) je český politolog, rusista a novinář žijící od roku 2007 dlouhodobě v Moskvě. Zabývá se především geopolitikou postsovětského prostoru a energetickou geopolitikou.
Absolvoval studium politologie na Univerzitě Hradec Králové. Spolupracuje s Lidovými novinami, Českým rozhlasem, Seznam Zprávami nebo CNN Prima News. Veřejně známým se stal zejména jako zpravodaj z Ruska v době ruské invaze na Ukrajinu v roce 2022, mediálně činný však byl i předchozích patnáct let.
Je častým hostem v debatních pořadech ruských prorežimních televizních stanic včetně Prvního programu ruské státní televize. Chápe, že jeho účast působí coby jakási legitimizace ruské propagandy, ale zároveň věří, že svými kritickými komentáři, byť v mantinelech propagandy, donutí některé lidi přemýšlet. Využívá také kontakty a známosti, které tímto způsobem získá. O ruské společnosti a politice píše pro česká média poměrně kriticky, zároveň však má bezprostřední vhled do propagandistických a silně manipulativních mechanismů, které formují tamní veřejné mínění, i do toho, jak se Rusové mohou dostávat k nezávislým či opozičním informacím.

## Dílo
- JUST, Jiří. 15 let v Rusku: Zápisník zpravodaje. [s.l.]: BizBooks, 2022. 216 s. ISBN 978-80-265-1099-4.